# Audi 80/90/4000
O 80 é um sedan médio da Audi. A Audi pertence ao Grupo Volkswagen AG, com quem compartilhou carrocerias. Foi construído inicialmente em parceria na plataforma VW-Audi B1 (Vide Plataformas Volkswagen/Audi Séries B), na primeira geração, compartilhando muito com o Volkswagen Passat, ambos disponíveis em versões sedan (de 2 e 4 portas), hachback (de 2, 3 ou 5 portas) ou Station Wagon (5 portas). Oferecia inicialmente um motor 1,3 L de 55cv, 1,5 L de 75 cv e 1,6 L de 85 cv, esses dois últimos oferecidos no Passat fabricado no Brasil. Inovou ao usar suspensão dianteira independente McPerson com barra estabilizadora, e eixo de torção na traseira. Até 1978 foram fabricados aproximadamente 1 milhão de Audi 80 primeira geração.

## B2 (Segunda Geração)
Na mesma época surgia o Audi 80 segunda geração (B2), continuando atrelado ao Passat. Ambos foram lançados em 1979/80. (Vide Plataformas Volkswagen/Audi Séries B). Era oferecida em carroceria três volumes (sedan), de 2 ou 4 portas. Oferecidos com motores da linha anterior, juntamente com um novo 5 Cilindros 2,1 L de 115 cv a partir de 1982. Era oferecida neste mesmo ano, pela primeira vez, a tração QUATTRO, que conquistou o rally dois anos antes. Nesta configuração o modelo contava com suspensão traseira McPerson. Posteriormente, surgia um novo motor 5 cilindros 1,8 de 90 cv, e os Audi 80 com motor 5 Cilindros passavam a se chamar Audi 90, e eram vendidas em segmento superior do mercado.

## B3 (Terceira Geração)
Em 1986 é construído o Audi 80 terceira geração (plataforma B3), rompendo o compartilhamento de monoblocos com a VW. Em 89 o Passat fabricado na Alemanha também passou a usar plataforma própria, baseada na do Golf, com motor transversal. Em sua terceira geração, o Audi 80 ainda oferecia os motores 1,6 e 1,8 L da geração anterior. Surge um novo 5 Cilindros, de 2,3 L e 136 cv. Alguns detalhes de engenharia foram revistos na evolução deste modelo.

## B4 (Quarta Geração)
Assim como no Passat, a quarta geração representou apenas uma revisão técnica da terceira geração, não chegando a ser uma nova plataforma completamente nova. O Sistema de Tração Integral Quattro sofreu melhorias, como o diferencial central inteligente. Um novo motor 2.0 4 cilindros (tradicional Motor AP no Brasil), além da opção do 2.6 V6, que posteriormente foi aumentado para 2,8 L. Nesta configuração a velocidade máxima era de 220 km/h, transformando o Audi num verdadeiro veículo para Auto-estradas sem limite de velocidade, algo muito comum em seus país de origem. A Audi viu uma grande oportunidade em novas versões esportivas. Os Coupé Audi S2 e Audi 80 S2, continuaram a usar a mecânica básica que já havia consagrado o modelo nos anos 80, nos rallys: motor 5 Cilindros 2.2 turbocompressor e Tração Quattro. Surgiram novas versões, entre elas a RS2. Está última era construída pela Audi e preparada pela Porsche; destaque-se a placa no para-choque, típico do Porsche, que era o que o diferenciava das Audi 80 Avant comuns. O motor 5 Cilindros 2,2 DOHC com turbocompressor e intercooler, 315 cv e Tração Integral Permanente Quattro fizeram da RS2 a mais rápida Station Wagon da sua época,enquanto foi produzida, superada apenas por suas sucessoras RS4 e RS6. O Audi 80 foi substituído pelo modelo A4, em 1994, enquanto a versão RS2 continuou até 1996 e o Audi Cabriolet até ao ano 2000. Foi, sem duvida, um marco na história do automobilismo mundial. E continuará vivo nas histórias de entusiastas, pilotos e colecionadores.